# Belvosia chaetosa
Belvosia chaetosa là một loài ruồi trong họ Tachinidae.